# أيفي جنكينز
أيفي جنكينز هي موسيقية كندية، ولدت في 15 يونيو 1983 في بلغراد في صربيا.

## وصلات خارجية
- أيفي جنكينز على موقع IMDb (الإنجليزية)
- أيفي جنكينز على موقع ميوزك برينز (الإنجليزية)
- أيفي جنكينز على موقع ديسكوغز (الإنجليزية)